# Skrzydłowo (województwo pomorskie)
Skrzydłowo (kaszb. Skrzidłowò) – wieś kaszubska w Polsce położona w województwie pomorskim, w powiecie kościerskim, w gminie Nowa Karczma przy drodze wojewódzkiej nr 226. Wieś jest siedzibą sołectwa Skrzydłowo w którego skład wchodzi również miejscowość Skrzydłówko.
W latach 1975–1998 miejscowość administracyjnie należała do województwa gdańskiego.

## Nazwy źródłowe miejscowości
- niem. Ober Schriedlau[3][4]